# Fruta confitada

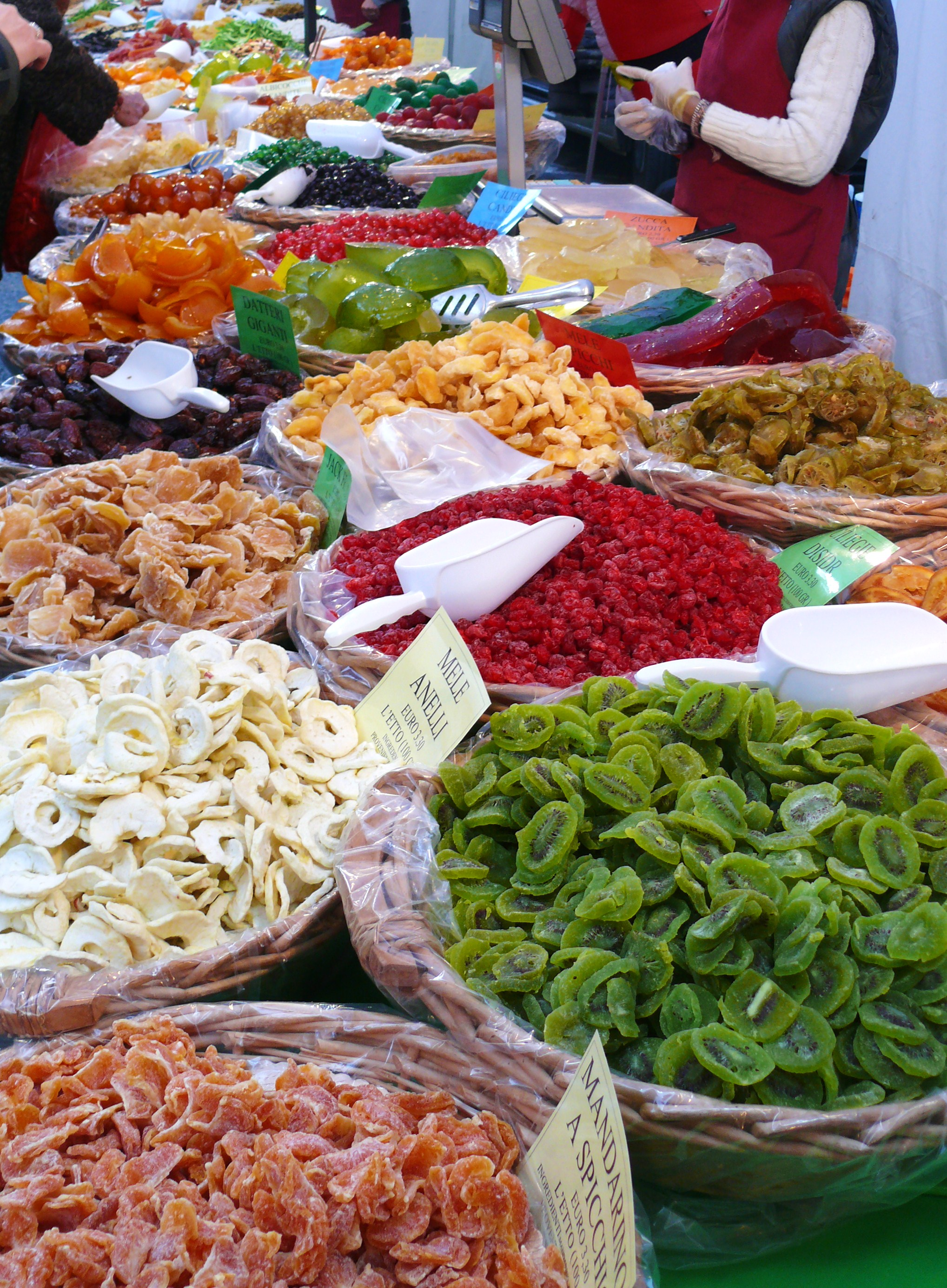
Fruta confitada a la venta en el mercado en Italia.

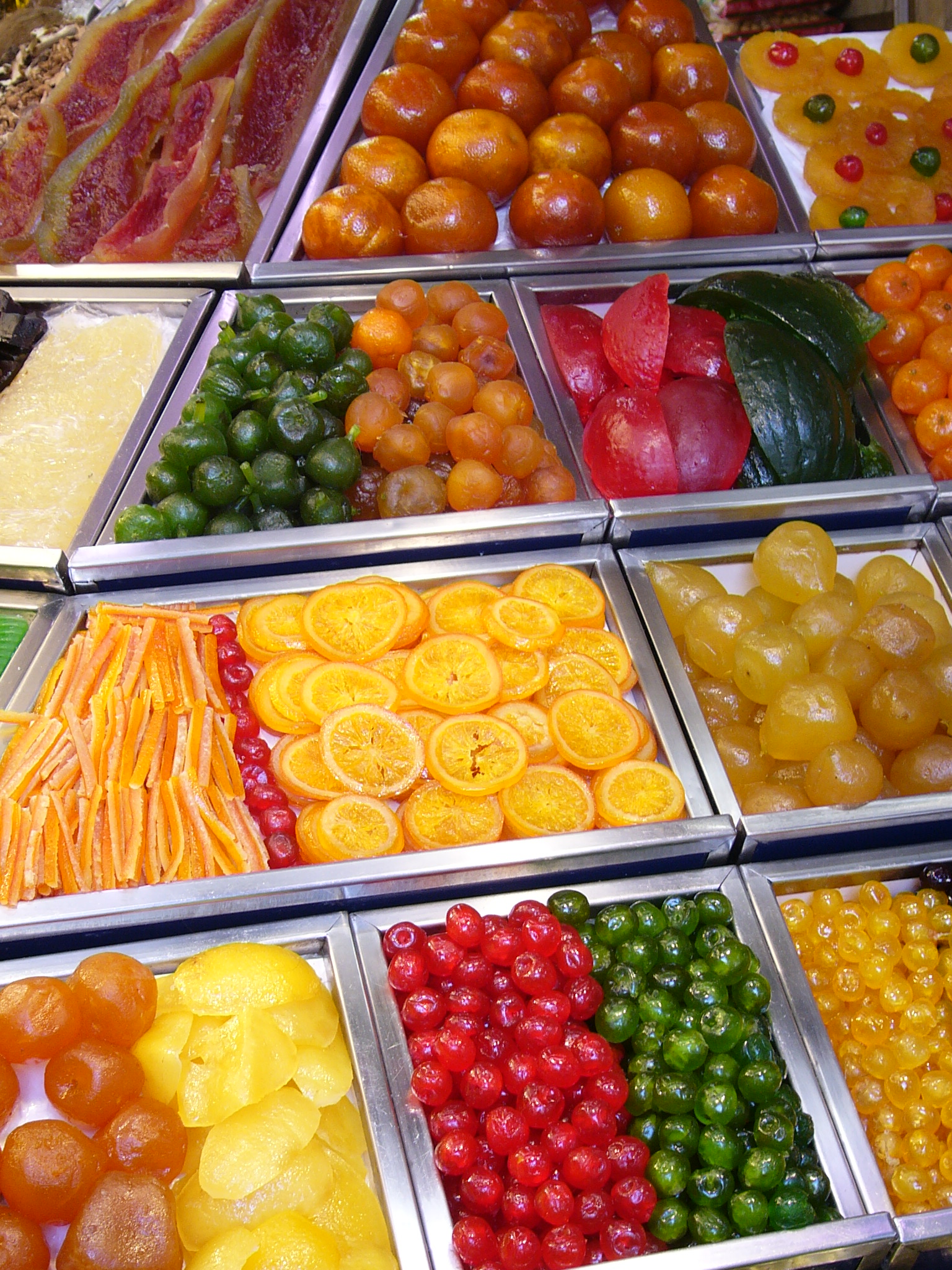
Fruta confitada a la venta en el mercado de La Boquería (Barcelona, España).

Se conoce como fruta confitada a la fruta que se sumerge y se cocina posteriormente en almíbar para que pierda su humedad interior de manera que pueda conservarse sin riesgo de putrefacción. Cuando la capa superficial de azúcar está cristalizada al haber añadido gránulos de azúcar a la fruta confitada, o bien por haberla sumergido en jarabe y después secarla, se denomina fruta escarchada. Las frutas confitadas y escarchadas suelen emplearse en la elaboración de ciertos bollos, y forman parte de la repostería española típica de la Navidad.
El diccionario de la lengua española define el término confitura como «la fruta, hortaliza u otra cosa cocida con azúcar o cubierta de un baño de azúcar». La fruta confitada se considera una confitura seca.
En ciertas regiones de Argentina se la conoce como fruta abrillantada.[cita requerida]

## Características
El proceso continuo de sumergir la fruta en almíbar provoca que esta se sature de azúcar, evitando el crecimiento de microbios que la pudran, por lo que pueden mantenerse varios años en buen estado sin necesidad de medidas de preservación adicionales. Dependiendo del tamaño y del tipo de fruta, el proceso de confitado puede suponer varios días. Pueden confitarse piezas enteras, trozos de fruta o tiras de piel.
Las frutas confitadas pueden, posteriormente, ser glaseadas o escarchadas. Ambos procesos consisten en dar un recubrimiento de azúcar a la fruta. El glaseado aporta un recubrimiento uniforme y liso, mientras que el escarchado da un aspecto de «escarcha» al solidificarse el azúcar sobre la fruta en forma de pequeños cristales.
Algunas frutas que suelen confitarse son los dátiles, las cerezas marrascas, las piñas y el jengibre. También se conservan bien los higos, melocotones, albaricoques, peras, carambolas, manzanas y frutas cítricas.
Las frutas confitadas que se usan en bollería por lo general suelen venir cortadas en brunoise de 0,75 cm de lado.

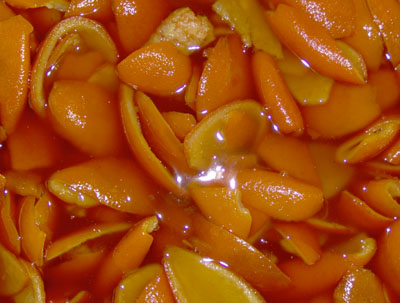
Cáscaras de naranja en proceso de confitado.

## Historia
La conservación por medio de la utilización del azúcar (miel de palma y miel de abeja) ya era conocida en las antiguas culturas de China y Mesopotamia. A menudo era el único método de conservación conocido. Los antiguos romanos también preservaban el pescado sumergido en miel. Sin embargo, se considera como verdaderos precursores del confitado moderno a los árabes, que ya servían cítricos y rosas confitadas durante sus banquetes. Con la dominación árabe de partes del sur de Europa, la fruta confitada inició su camino hacia Occidente. Los primeros documentos que reseñan el uso de frutas confitadas en Europa se remontan al siglo XVI. En esa época, las frutas confitadas tenían un tratamiento similar al de las especias. En España, era muy popular el diacitrón (que aparece en varias obras literarias del siglo XVI). En Italia, se convierten en el ingrediente clave de algunos de los más famosos dulces de su tradición culinaria: entre ellos, el  panettone milanés y la  cassata siciliana.